# Проссер (река)
Про́ссер (англ. Prosser River) — река в юго-восточной части Тасмании (Австралия). Длина реки составляет около 39 км, площадь бассейна — около 684 км².

## География

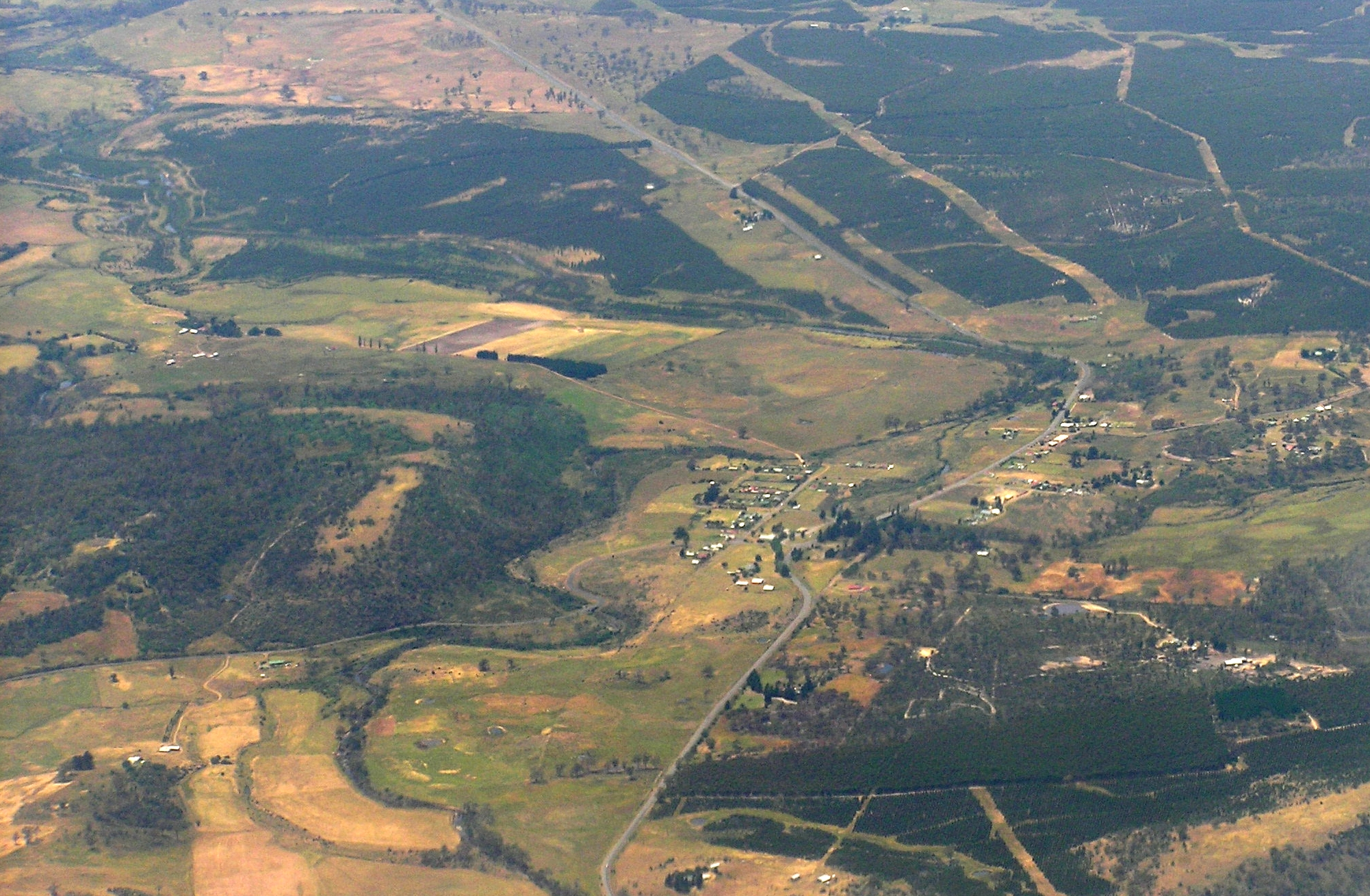
Долина реки Проссер в районе Бакленда

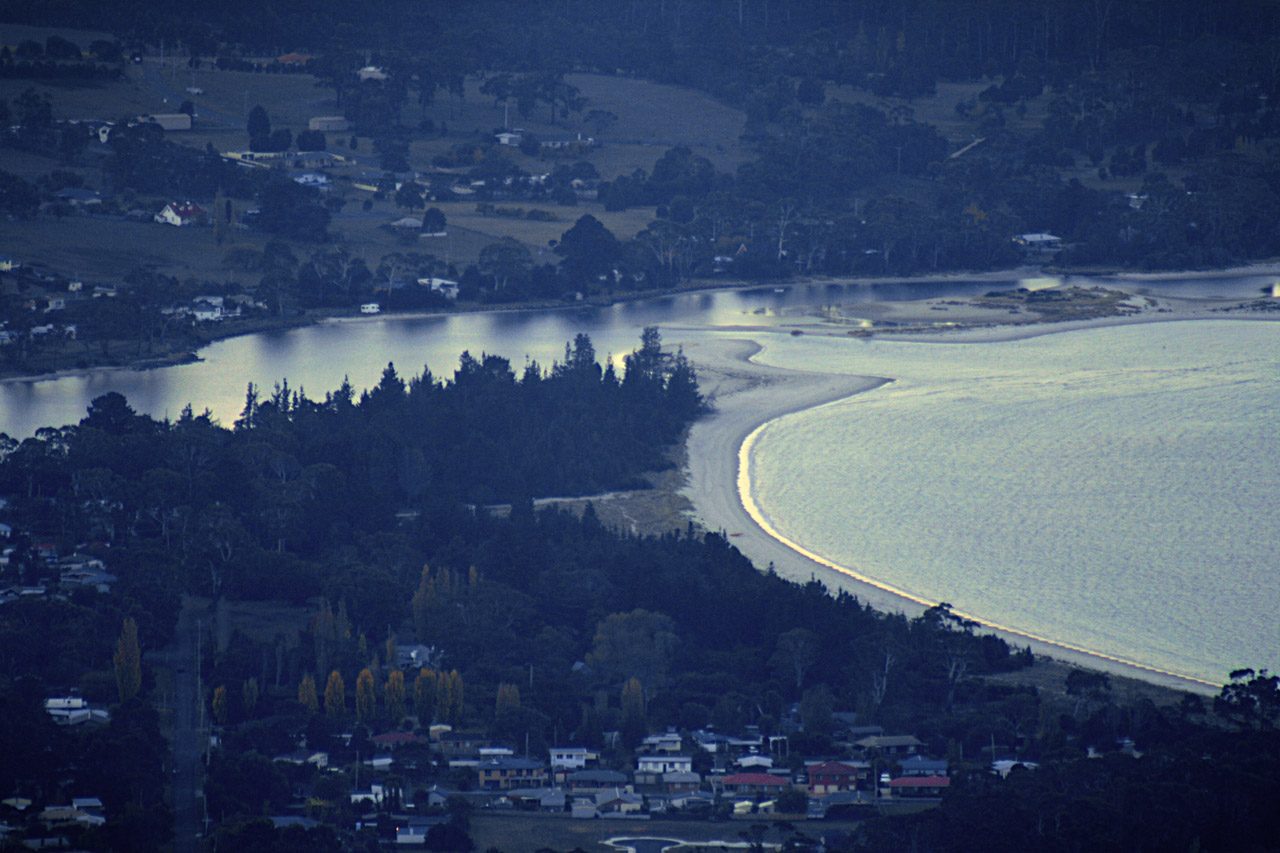
Вид с холма на Орфорд и устье реки Проссер

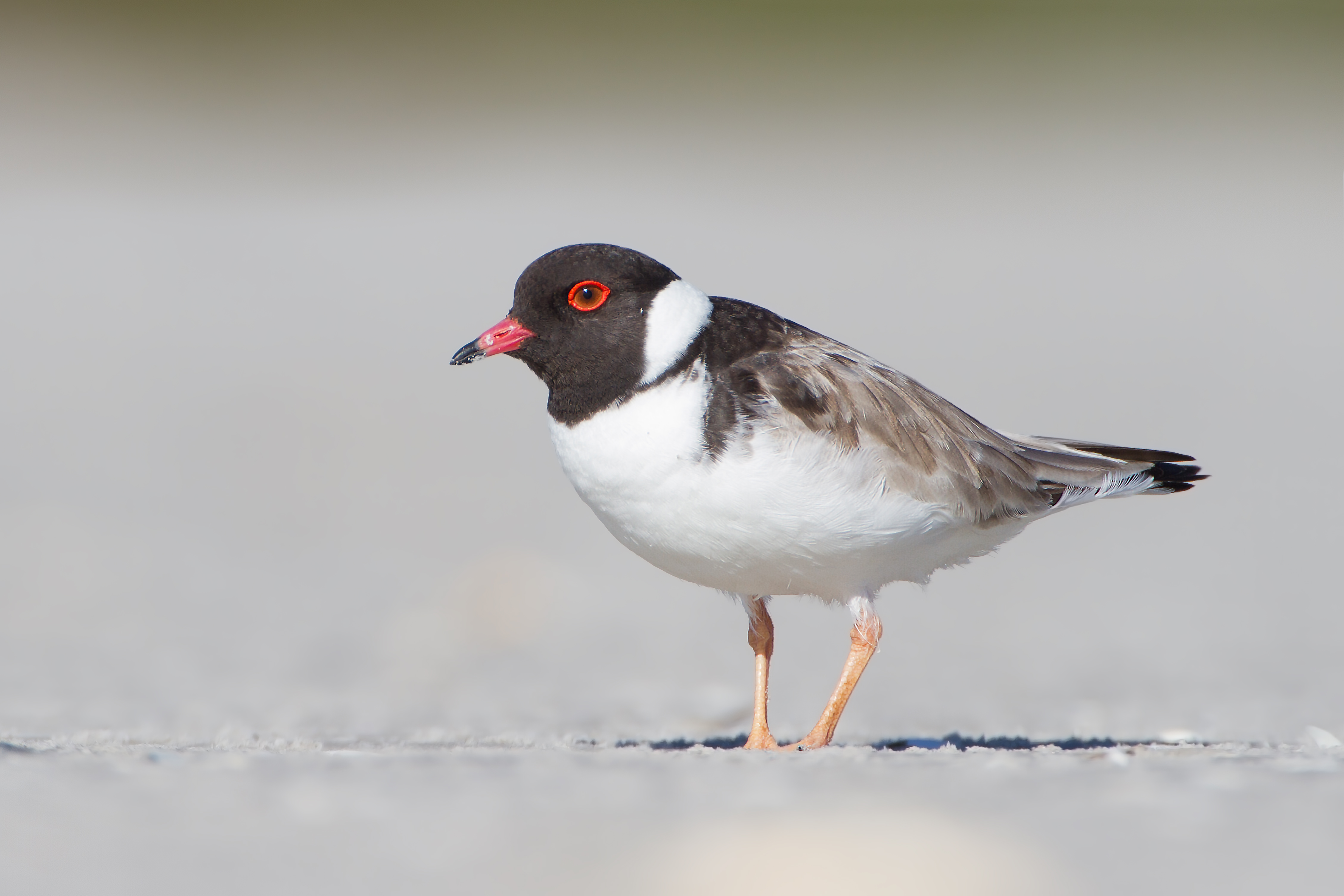
Австралийский зуёк на отмели реки Проссер у Орфорда

Бассейн реки Проссер находится в юго-восточной части острова Тасмания. С запада он граничит с бассейном реки Кол, а с севера — с бассейном реки Литл-Суонпорт. Площадь бассейна реки Проссер составляет около 684 км².
Исток реки Проссер находится на высоте около 555 м, в районе гор Хоббс (Mount Hobbs) и Браун (Brown Mountain), примерно в 4 км северо-западнее населённого пункта Левендейл. Сначала река течёт на юго-восток, а затем на восток, протекая рядом с населённым пунктом Бакленд. Часть реки в её верхнем течении между Левендейлом и Баклендом имеет статус охраняемой природной территории (Prosser River Conservation Area).
У города Орфорд река Проссер впадает в залив Проссер (Prosser Bay), соединяющийся с северной частью пролива Меркьюри (Mercury Passage) и далее с Тасмановым морем. Пролив Меркьюри отделяет остров Марайа от острова Тасмания. Основными притоками реки Проссер являются реки Блафф и Санд.
На участке от Бакленда до Орфорда вдоль южного берега реки Проссер проходит автомобильная дорога  Тасман-Хайвей (Tasman Highway), соединяющая столицу штата Тасмания — город Хобарт — с восточным побережьем острова. Дорога пересекает реку Проссер в Орфорде и продолжается на север, к Трайабанне, Суонси и другим населённым пунктам восточного побережья.

## История
Река получила своё название по имени Томаса Проссера (Thomas Prosser), который в 1808 году вместе с другими заключёнными совершил побег из места заключения в Лонсестоне, а затем был пойман на берегах этой реки. Впоследствии жил в Лонсестоне.
В 1831 году в устье реки Проссер было основано поселение, получившее название Орфорд. Первый мост через реку Проссер был построен в 1866 году.

## Фауна
В эстуарии реки Проссер водятся морская форель, атлантический лосось, плоскоголововые, кефалевые, скумбриевые и другие рыбы. Выше по течению встречается пресноводная форель.
Песчаная отмель в устье реки Проссер имеет статус Орфордской ключевой орнитологической территории (Orford Important Bird Area). Эта зона имеет большое значение для сохранения численности популяций австралийских крачек (Sternula nereis), капюшоновых зуйков (Thinornis cucullatus), красношапочных зуйков (Charadrius ruficapillus), двуполосых зуйков (Charadrius bicinctus), австралийских пегих куликов-сорок (Haematopus longirostris) и песочников-красношеек (Calidris ruficollis).